# Fritillaria fleischeriana
Fritillaria fleischeriana là một loài thực vật có hoa trong họ Liliaceae. Loài này được Steud. & Hochst. ex Schult. & Schult.f. miêu tả khoa học đầu tiên năm 1829.